# Іван Келава
І́ван Кела́ва (хорв. Ivan Kelava, нар. 20 лютого 1988, Загреб, Хорватія) — хорватський футболіст, воротар клубу «Динамо» (Загреб).

## Клубна кар'єра
Вихованець футбольної школи клубу «Динамо» (Загреб).
У дорослому футболі дебютував виступами на умовах оренди за команду клубу «Локомотива», в якій протягом 2009—2010 років взяв участь у 33 матчах чемпіонату.  Більшість часу, проведеного у складі загребської «Локомотиви», молодий гравець був основним голкіпером команди. 
До складу клубу «Динамо» (Загреб) повернувся 2010 року. Досить швидко став основним воротарем команди. Наразі встиг відіграти за «динамівців» 54 матчі в національному чемпіонаті.

## Виступи за збірні
Протягом 2008–2011 років  залучався до складу молодіжної збірної Хорватії. На молодіжному рівні зіграв у 15 офіційних матчах.
2011 року почав викликатися до тренувального табору національної збірної Хорватії. Наразі в офіційних матчах головної команди країни не дебютував.

## Титули та досягнення
- Чемпіон Хорватії (5):

«Динамо» (Загреб):  2007–08, 2008–09, 2010–11, 2011–12, 2012–13
- Володар Кубка Хорватії (4):

«Динамо» (Загреб):  2007–08, 2008–09, 2010–11, 2011–12
- Володар Суперкубка Хорватії (1):

«Динамо» (Загреб):  2010
- Володар Кубка Австралії (1):

«Мельбурн Вікторі»: 2021